# Mellicta permixta
Mellicta permixta är en fjärilsart som beskrevs av Hermann Stauder 1922. Mellicta permixta ingår i släktet Mellicta och familjen praktfjärilar. Inga underarter finns listade i Catalogue of Life.